# Лодай (тауншип, Миннесота)
Лодай (англ. Lodi) — тауншип в округе Моуэр, Миннесота, США. На 2000 год его население составило 249 человек.

## География
По данным Бюро переписи населения США площадь тауншипа составляет 92,3 км², из которых 92,3 км² занимает суша, водоёмов нет.

## Демография
По данным переписи населения 2000 года здесь находились 249 человек, 85 домохозяйств и 73 семьи.  Плотность населения —  2,7 чел./км².  На территории тауншипа расположено 85 построек со средней плотностью 0,9 построек на один квадратный километр. Расовый состав населения: 97,99 % белых, 1,20 % афроамериканцев и 0,80 % приходится на две или более других рас. Испанцы или латиноамериканцы любой расы составляли 0,40 % от популяции тауншипа.
Из 85 домохозяйств в 35,3 % воспитывались дети до 18 лет, в 78,8 % проживали супружеские пары, в 2,4 % проживали незамужние женщины и в 14,1 % домохозяйств проживали несемейные люди. 14,1 % домохозяйств состояли из одного человека, при том 4,7 % из — одиноких пожилых людей старше 65 лет. Средний размер домохозяйства — 2,93, а семьи — 3,19 человека.
29,7 % населения — младше 18 лет, 7,2 % — в возрасте от 18 до 24 лет, 27,3 % — от 25 до 44, 20,9 % — от 45 до 64, и 14,9 % — старше 65 лет. Средний возраст — 38 лет. На каждые 100 женщин приходилось 114,7 мужчин.  На каждые 100 женщин старше 18 приходилось 110,8 мужчин.
Средний годовой доход домохозяйства составлял 45 179 долларов, а средний годовой доход семьи —  45 714 долларов. Средний доход мужчин —  28 125  долларов, в то время как у женщин — 21 771. Доход на душу населения составил 17 504 доллара. За чертой бедности находились 11,8 % семей и 12,3 % всего населения тауншипа, из которых 14,1 % младше 18 и 13,9 % старше 65 лет.